# Lomaria crenulata
Lomaria crenulata là một loài dương xỉ trong họ Blechnaceae. Loài này được Moore mô tả khoa học đầu tiên năm 1867.
Danh pháp khoa học của loài này chưa được làm sáng tỏ.